# Дымов, Александр Максимович
Александр Максимович Ды́мов (1899—1972) — советский учёный-химик.

## Биография
С 1924 года после окончания МИНХ имени Г. В. Плеханова работал в МГА, а после её реорганизации—в МИСиС. С 1937 года заведующий кафедрой аналитической химии.
Доктор химических наук, профессор.

## Сочинения
- Технический анализ руд и металлов [Текст] : руководство для химических лабораторий / А. М. Дымов. — 4-е изд., перераб. и доп. — Москва : Гос. науч.-техн. изд-во лит. по чёрной и цв. металлургии, 1944. — 316 с. : ил. — Б.ц.
- Технический анализ (контроль химического состава железных сплавов) [Текст] : методы определения содержания элементов : Учеб. для втузов / А. М. Дымов. — М. : Металлургия, 1964. — 335 с. : ил
- Аналитическая химия галлия [Текст] / А. М. Дымов, А. П. Савостин ; АН СССР. Ордена Ленина ин-т геохимии и аналит. химии им. В. И. Вернадского. — Москва : Наука, 1968. — 256 с. : черт. ; 22 см. — (Серия «Аналит. химия элементов»).

## Признание
- Сталинская премия третьей степени (1952) — за учебник «Технический анализ руд и металлов», 5-е переработанное издание (1949)
- заслуженный деятель науки и техники РСФСР.
- орден Ленина
- два ордена Трудового Красного Знамени
- медали